# Team Plast-Recycling-Austria
Team Plast-Recycling-Austria war ein österreichisches Radsportteam.
Hauptsponsor war eine Vereinigung führender österreichischer Kunststoff-Recyclingunternehmen.
Das Team hatte seit 2006 UCI Continental Team (vorher GS III) Status und hatte seinen Sitz in Völkermarkt in Kärnten.

## Nationale Erfolge 2006
| Datum   | Rennen                              | Sieger         |
| ------- | ----------------------------------- | -------------- |
| 1. Mai  | GP. Traismauer (NE)                 | Vid Ogris      |
| 27. Mai | 3. Etappe Steiermark-Rundfahrt (NE) | Dean Podgornik |

## Das Team 2006
| Name                 | Geburtsdatum       | Nationalität | Team 2007                                         |
| -------------------- | ------------------ | ------------ | ------------------------------------------------- |
| Christian Ebner      | 20. September 1984 | Österreich   | bis 2008 wegen positiver Dopingkontrolle gesperrt |
| Christopher Enzi     | 22. Februar 1985   | Österreich   | Unbekannt                                         |
| Hanno Hofmeister     | 11. Oktober 1985   | Österreich   | Unbekannt                                         |
| Christian Isak       | 2. Januar 1973     | Österreich   | RC Arbö Resch & Frisch Wels                       |
| Paul Kasis           | 31. Dezember 1976  | Österreich   | RC Arbö Resch & Frisch Wels                       |
| Christoph Kerschbaum | 24. September 1976 | Österreich   | RC Arbö Resch & Frisch Wels                       |
| René Kopeinig        | 4. Februar 1983    | Österreich   | Team Focus kelag Kärnten                          |
| Vid Ogris            | 3. Januar 1985     | Slowenien    | Radenska Powerbar                                 |
| David Pavlicek       | 31. März 1976      | Tschechien   | Karriereende                                      |
| Dean Podgornik       | 3. Juli 1979       | Slowenien    | MapaMap-BantProfi                                 |